# 221P/LINEAR
221P/LINEAR (też LINEAR 25) – kometa krótkookresowa, należąca do rodziny Jowisza.

## Odkrycie
Kometa została odkryta 9 maja 2002 roku w ramach programu obserwacyjnego LINEAR.

## Orbita komety i właściwości fizyczne
Orbita komety 221P/LINEAR ma kształt elipsy o mimośrodzie 0,49. Jej peryhelium znajduje się w odległości 1,78 j.a., aphelium zaś 5,17 j.a. od Słońca. Jej okres obiegu wokół Słońca wynosi 6,5 roku, nachylenie do ekliptyki to wartość 11,4˚.
Jądro tej komety ma rozmiary maks. kilku km.